# Névé Evans
Le névé Evans (en anglais : Evans Névé) est un champ de glace de la chaîne Transantarctique, en Terre Victoria, en Antarctique.
Il alimente les glaciers Tucker (en), Mariner, Aviator, Rennick et Lillie.
Le névé est nommé en l'honneur de l'explorateur Edgar Evans mort lors de l'expédition Terra Nova par le groupe nord de la New Zealand Geological Survey Antarctic Expedition de 1963-1964.
Il est situé en retrait de la côte de Pennell, une partie de l'Antarctique située entre le cap Williams et le cap Adare.